# Флора Ирландии

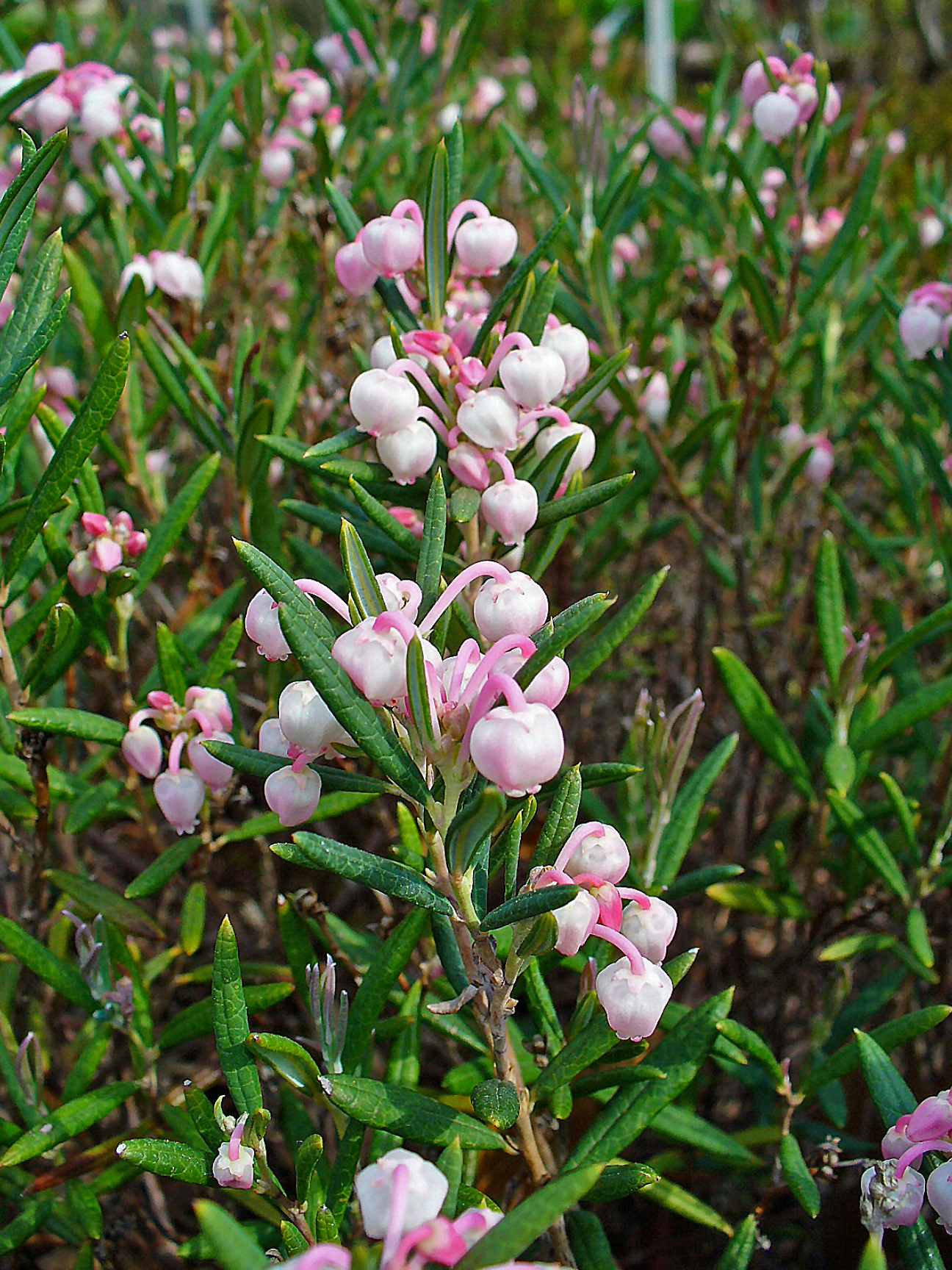
Цветущий подбел

Растительный мир Ирландии относительно беден. В целом, флора Ирландии схожа с той, что встречается на большей части Европы, но она менее разнообразна. Тут растет около 1300 различных видов растений, среди них — как северные, так и субтропические виды. Это связано с климатом Ирландии, создаваемым Гольфстримом. Тут можно встретить такие деревья как дуб, ясень, берёза, ольха, ива. В XVII веке большую часть страны занимали естественные леса, однако сейчас леса Ирландии составляют не более 10 % территории, преимущественно в центре и на востоке острова. Также есть искусственные насаждения — в основном хвойные леса. Около 20 % территории страны — торфяные болота. Остальная площадь страны — поля и луга.
В заповеднике Баррен произрастают арктальпийские виды, сохранившиеся со времён ледникового периода. В этом заповеднике можно встретить куропаточью траву, герань с пурпурными цветками, фиалку прямостоящую, курильский кустарниковый чай, орхидеи.
В Национальном парке Килларни находятся уникальные тисовые леса, а также рощи из вековых дубов. В Килларни встречается земляничное дерево, килларнийский папоротник, капуста Святого Патрика, ирландский молочай и жирянка крупноцветковая.
Первым учёным, сделавшим попытку создания монографии флоры Ирландии, был священник Калеб Трелкелд (1676—1728), в 1726 году издавший книгу Synopsis stirpium hibernicarum.